# Conférence sur les rétrovirus et les infections opportunistes
La Conférence sur les rétrovirus et les infections opportunistes (en anglais « Conference on Retroviruses and Opportunistic Infections », CROI) est une conférence scientifique annuelle consacrée à la compréhension, la prévention et le traitement du sida et des infections opportunistes qui y sont associées. La Conférence rassemble des milliers de chercheurs et de cliniciens du monde entier chaque année dans un lieu différent en Amérique du Nord.

## Liste des conférences
| Numéro | Année | Pays       | Ville         |
| ------ | ----- | ---------- | ------------- |
| 1      | 1993  | États-Unis | Washington    |
| 2      | 1995  | États-Unis | Washington    |
| 3      | 1996  | États-Unis | Washington    |
| 4      | 1997  | États-Unis | Washington    |
| 5      | 1998  | États-Unis | Chicago       |
| 6      | 1999  | États-Unis | Chicago       |
| 7      | 2000  | États-Unis | San Francisco |
| 8      | 2001  | États-Unis | Chicago       |
| 9      | 2002  | États-Unis | Seattle       |
| 10     | 2003  | États-Unis | Boston        |
| 11     | 2004  | États-Unis | San Francisco |
| 12     | 2005  | États-Unis | Boston        |
| 13     | 2006  | États-Unis | Denver        |
| 14     | 2007  | États-Unis | Los Angeles   |
| 15     | 2008  | États-Unis | Boston        |
| 16     | 2009  | Canada     | Montréal      |
| 17     | 2010  | États-Unis | San Francisco |
| 18     | 2011  | États-Unis | Boston        |
| 19     | 2012  | États-Unis | Seattle       |
| 20     | 2013  | États-Unis | Atlanta       |
| 21     | 2014  | États-Unis | Boston        |
| 22     | 2015  | États-Unis | Seattle       |
| 23     | 2016  | États-Unis | Boston        |
| 24     | 2017  | États-Unis | Seattle       |
| 25     | 2018  | États-Unis | Boston        |
| 26     | 2019  | États-Unis | Seattle       |
| 27     | 2020  | en ligne,  | en ligne,     |